# Gueberschwihr
Gueberschwihr – miejscowość i gmina we Francji, w regionie Grand Est, w departamencie Górny Ren.
Według danych na rok 1990 gminę zamieszkiwały 703 osoby, 79 os./km².